# No Place That Far
No Place That Far es el 2⁰ álbum de estudio grabado por la cantante estadounidense country Sara Evans. Lanzado A Través de RCA Nashville el 27 de octubre de 1998. El primer sencillo del álbum, "Crying' Game" alcanzó la posición #56 en la lista Billboard Hot Country Singles and Tracks de los Estados Unidos; El segundo sencillo, "No Place That Fat", se convirtió en el primer éxito número uno de Evans en las listas de country de Estados Unidos. El tercer y último sencillo del álbum, "Fool, I'm a Woman", alcanzó el número 32. El álbum fue certificado oro por la Recording Industry Association of America (RIAA) por ventas estadounidenses de 500.000 copias.

## Lista de canciones
| CD    |                                     |          |  |
| N.º   | Título                              | Duración |  |
| 1.    | «The Great Unknown»                 | 3:53     |  |
| 2.    | «Cryin' Game»                       | 2:54     |  |
| 3.    | «No Place That Far»                 | 3:37     |  |
| 4.    | «I Thought l'd See Your Face Again» | 3:28     |  |
| 5.    | «Fool, I'm a Woman»                 | 3:06     |  |
| 6.    | «Time Won't Tell»                   | 3:53     |  |
| 7.    | «The Knot Comes Untied»             | 3:42     |  |
| 8.    | «Love, Don't Be a Stranger»         | 3:16     |  |
| 9.    | «These Days»                        | 3:14     |  |
| 10.   | «Cupid»                             | 3:03     |  |
| 11.   | «There's Only One»                  | 2:58     |  |
| 37:05 |                                     |          |  |